# Leptura arcifera
Leptura arcifera là một loài bọ cánh cứng trong họ Cerambycidae.